# Black Codes

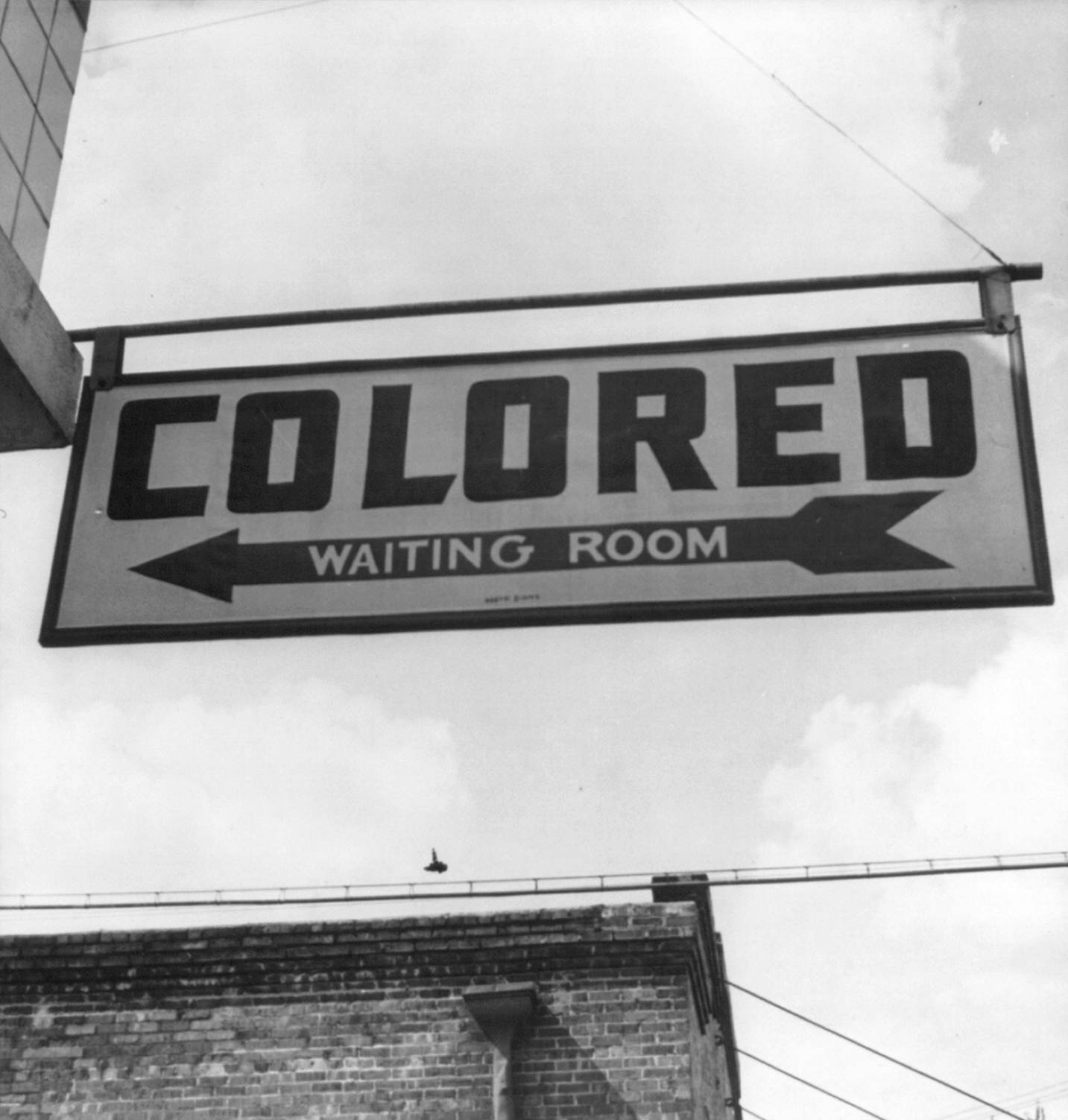
Hinweisschild aus dem Jahre 1943, das zu einem Wartesaal für „Farbige“ weist

Die Black Codes waren lokale und bundesstaatliche Gesetze in den Vereinigten Staaten von Amerika, die die Menschenrechte von schwarzen Amerikanern, vor allem ehemaligen Sklaven, einschränkten.

## Geschichte
Die Black Codes werden hauptsächlich mit den Südstaaten und der Zeit nach dem Amerikanischen Bürgerkrieg und vor der Reconstruction in Verbindung gebracht. Entgegen der allgemeinen Auffassung wurden die ersten solchen Gesetze jedoch schon im frühen 19. Jahrhundert in einigen Staaten des Nordens eingeführt.

### Frühe Black Codes im Mittelwesten
Ohio, Indiana, Illinois, Michigan und Wisconsin traten als freie Staaten in die Union ein. Im frühen 19. Jahrhundert jedoch forderten weiße Bürger dieser Staaten Regelungen und Gesetze, die die Rechte von Schwarzen, die sich in ihren Gebieten niederlassen wollten oder durch sie reisten, beschnitten. In einigen Fällen führte dies zu Gesetzen, die es Schwarzen gänzlich verboten, Grundbesitz zu haben, Verträge abzuschließen oder sich in bestimmten Staaten niederzulassen. Ohio erließ 1804 eines der ersten Gesetze gegen die Einwanderung von Freigelassenen. 1813 folgte Illinois diesem Beispiel und verbot die Ansiedelung von freien schwarzen Siedlern auf seinem Gebiet.

### Ausdehnung der Black Codes: 1830–1860
Je erfolgreicher die Bewegung zur Abschaffung der Sklaverei war, zum Beispiel in der Einrichtung der Underground Railroad, umso mehr Gegenbestrebungen gab es unter den „negrophoben“ Weißen des Nordens. Indiana verabschiedete 1845 ein Gesetz gegen „Rassenvermischung“. In einigen Staaten wurden in den 1840ern die Rassengesetze in den Verfassungsrang erhoben. Artikel 13 der Verfassung von Indiana von 1851: „No Negro or Mulatto shall come into, or settle in, the State, after the adoption of this Constitution.“ („Kein Neger oder Mulatte darf in den Staat einreisen oder in ihm siedeln, nachdem diese Verfassung in Kraft tritt“). Die Verfassung von Illinois von 1848 führte eine der härtesten Gesetzgebungen gegen Schwarze in den gesamten USA ein. Der Illinois Black Code von 1853 verlängerte das Verbot der Einreise für Schwarze in den Staat.

### Nach dem Bürgerkrieg
Die Rekonstruktionspolitik führte zum 14. und 15. Zusatzartikel zur Verfassung der Vereinigten Staaten, welche die Gleichheit dieser Bevölkerungsgruppen festschrieben; der 13. Zusatzartikel war noch zu Lebzeiten Lincolns vom Kongress verabschiedet worden. Zwischen 1865 und 1866 übernahmen einzelne südliche Bundesstaaten der USA wie South Carolina, Mississippi und Louisiana die Verfassungszusätze aus dem Norden.

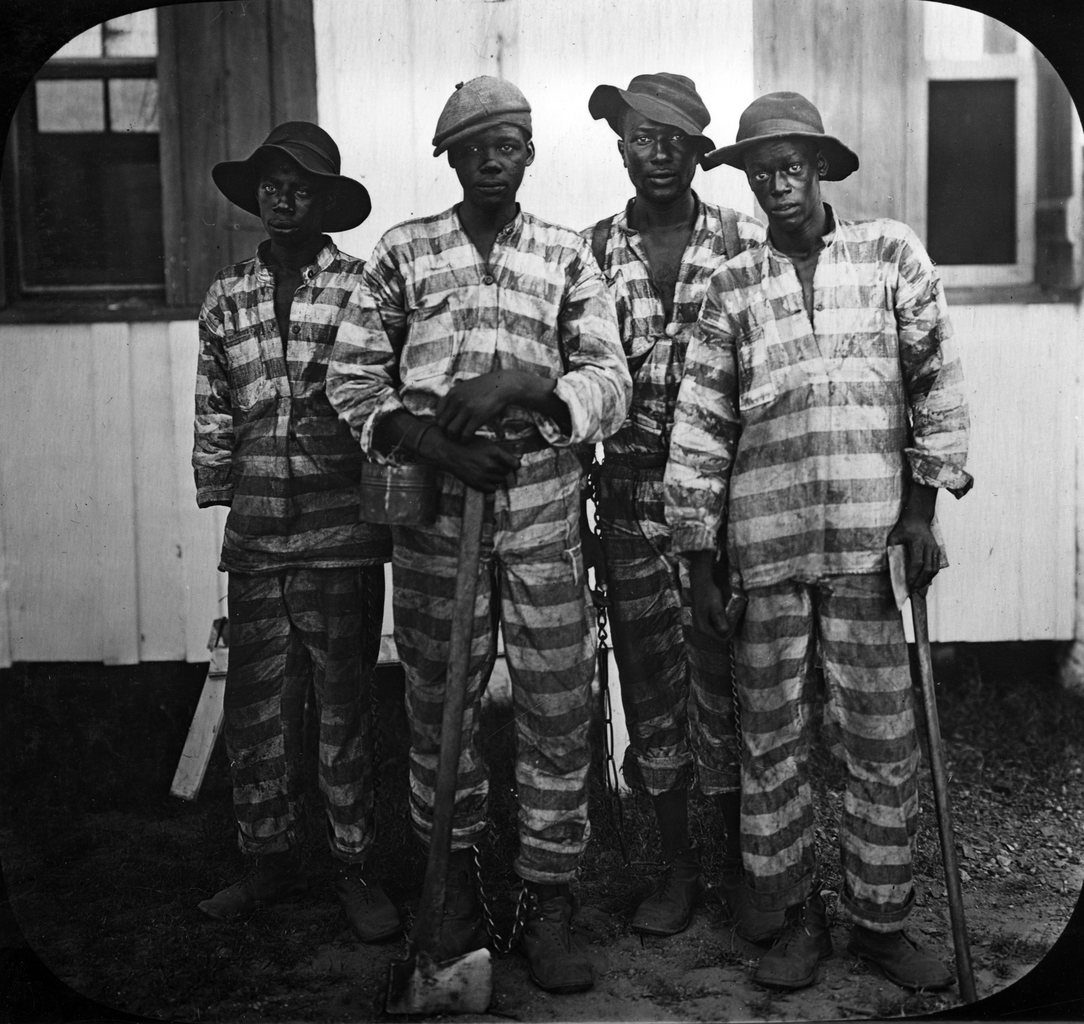
Strafgefangene, die etwa um 1915 in Florida als Holzfäller verpachtet worden waren

Auch diese Gesetze betrafen die ehemaligen Sklaven, die sie nach ihrer Befreiung wieder Regelungen und Restriktionen unterwarfen und ihnen Grundrechte absprachen. Diese variierten von Staat zu Staat, aber darunter fielen grundsätzlich Einschränkungen in der Freiheit der Berufswahl, der Ortswahl oder der Wahl des Ehepartners und des Verbots der Aussage vor Gericht. Ein Beispiel für einen nach dem verlorenen Bürgerkrieg in den Südstaaten eingeführten Black Code ist der 1865 in Alabama verabschiedete. Der Black Code, der „Vagabundieren“ und das Abwerben von Arbeitskräften untersagte, schränkte primär die Mobilität schwarzer Arbeiter ein und sorgte dafür, dass den Plantagenbesitzern weiterhin ein Reservoir von Arbeitskräften zur Verfügung stand, die nicht in der Lage waren, höhere Löhne durchzusetzen.
Der Norden sah allerdings nach dem gewonnenen Krieg die Black Codes des Südens als Versuch, die Sklaverei durch die Hintertür wieder einzuführen. Die den Kongress kontrollierenden radikalen Republikaner verhinderten zunächst erfolgreich eine Umsetzung der Black Codes in den Südstaaten. Stattdessen erließ der Kongress die Bürgerrechtsgesetze von 1866. Bei erzwungenen Neuwahlen 1866, in denen die freigelassenen Sklaven wählen durften, gewannen die Gegner der Black Codes eine Mehrheit, die es ihnen erlaubte, alle Black Codes außer Kraft zu setzen. Damit war auch die Umsetzung des 14. Zusatzartikels zur Verfassung garantiert.
Infolge der umstrittenen Präsidentschaftswahl von 1876 kam es zum endgültigen Ende der Reconstruction.  Um eine Verfassungskrise aufgrund des umstrittenen Wahlausganges zu vermeiden, einigten sich die gegnerischen Parteien darauf, dass die Demokraten Hayes als Präsidenten anerkennen, und die Republikaner im Gegenzug dem Ende der militärischen Besatzung des Südens zustimmen  sollten. Von der Kontrolle durch die Militärverwaltungen befreit gingen die von den Demokraten dominierten Regierungen der Südstaaten seit 1877 zügig daran, erneut diskriminierende Gesetze erlassen, die unter dem Namen Jim-Crow-Gesetze bekannt wurden. Zu den Maßnahmen gehörten Wahlsteuern und eine Verknüpfung des Wahlrechts mit einer Überprüfung der Schreib- und Lesefähigkeit. Diese neue Regelung erlaubte es sehr weitgehend, die schwarze Bevölkerung von Wahlen auszuschließen. Sie traf aber auch die ärmere weiße Bevölkerung, so dass die Politik in den Südstaaten überwiegend von der weißen wohlhabenden Schicht beherrscht wurde.
Douglas A. Blackmon argumentiert in seinem mit dem Pulitzer-Preis ausgezeichneten Sachbuch Slavery by Another Name, dass diese Black codes auch den Vorwand lieferten, Schwarze auf Basis banaler und sogar erfundener Vorwürfe zu mehrmonatigen Haftstrafen zu verurteilen. Sie wurden dann an Plantagen, an Sägewerke und Minen zur Zwangsarbeit vermietet (Convict Leasing) oder wurden von Privatpersonen und Unternehmen gegen Zahlung einer Kaution freigekauft, sofern sie bereit waren, gleichzeitig einen Schuldknechtschaftsvertrag zu unterzeichnen. Damit waren sie schutzlos Lebensbedingungen ausgesetzt, die härter waren als zu Zeiten der Sklaverei.

## Auswirkungen
Die Wirtschaftshistoriker Acemoglu und Robinson argumentieren, dass die Black Codes sowie die Jim-Crow-Gesetze maßgeblich dazu beitrugen, dass die Südstaaten der Vereinigten Staaten in ihrer ökonomischen Entwicklung hinter den Nordstaaten hinterherhinkten. Die politische und wirtschaftliche Kontrolle, die eine verhältnismäßig kleine Schicht wohlhabender Plantagenbesitzer ausüben konnte, hatte die Nebenwirkung, dass es an Anreizen für ökonomische Aktivitäten mangelte. Zu Beginn des 20. Jahrhunderts waren die Südstaaten nach wie vor überwiegend von Agrarwirtschaft geprägt, die Bevölkerung wies einen geringeren Bildungsgrad als die der Nordstaaten auf, und die Südstaaten waren auch technisch im Vergleich zu den Nordstaaten rückständig. Dies ist auch am Grad der Urbanisierung ablesbar. Um 1900 lebte nur 13,5 Prozent der Bevölkerung in Städten, während im Nordosten dies für 60 Prozent der Bevölkerung zutraf. Teile der schwarzen Bevölkerung wanderten außerdem in der sogenannten Great Migration in die Nordstaaten ab.
Diese Situation änderte sich erst, nachdem durch die US-amerikanische Bürgerrechtsbewegung in den 1950er und 1960er Jahren der politische Einfluss sich auf weitere Bevölkerungsschichten ausdehnte und die politische und wirtschaftliche Diskriminierung der schwarzen Bevölkerung der Südstaaten endete. Erst dann begann eine Angleichung der wirtschaftlichen Verhältnisse zwischen den Nord- und Südstaaten.